# Chasse-Galerie : La légende
Pour plus de détails, voir Fiche technique et Distribution.
Chasse-Galerie : La légende est un film fantastique québécois réalisé par Jean-Philippe Duval, sorti en 2016.

## Synopsis
Le film est inspiré de la légende québécoise de la chasse-galerie. En 1888, à L'Ascension au Québec, Jos Lebel et Liza Gilbert sont amoureux. Vingt ans plus tôt, le père de Liza concluait un pacte occulte avec le Diable. Un dénommé Jack Murphy arrive en ville pour obtenir réparation. Alors que Jos part dans les chantiers forestiers pour l'hiver, au village, le notaire Boisjoli rôde autour de la belle Liza. Jos devra trouver moyen de revenir rapidement auprès d'elle...

## Fiche technique
Sources : Films du Québec et Éléphant
- Titre original : Chasse-Galerie : La légende
- Réalisation : Jean-Philippe Duval
- Scénario :  Guillaume Vigneault
- Musique : Jorane et Éloi Painchaud (en)
- Direction artistique : Jean Babin (en)
- Costumes : Francesca Chamberland
- Maquillage : Nicole Lapierre
- Coiffure : Marie-France Cardinal, Véronique-Anne Leblanc
- Photographie : Mario Janelle
- Son : Stéphane Houle, Martin Pinsonnault, Louis Gignac
- Montage : Myriam Poirier
- Production : Christian Larouche (en) et Réal Chabot
- Sociétés de production : Christal Films Productions et Films du Boulevard
- Sociétés de distribution : Les Films Christal, Les Films Séville
- Budget : 7 millions $ CA
- Pays de production :  Canada
- Tournage : du 23 octobre au 8 novembre 2014 et du 29 janvier au 26 février 2015 à Rawdon, Saint-Alphonse-Rodriguez, Chertsey et Saint-Constant
- Langue originale : français
- Format : couleur (Technicolor)
- Genre : Film fantastique, drame historique
- Durée : 109 minutes
- Dates de sortie :
  - Canada : 
    - 24 février 2016 (première au cinéma Impérial à Montréal)
    - 26 février 2016 (sortie en salle au Québec)[3]
    - 7 juin 2016 (DVD)
- Classification :
  - Québec : Visa général[4]

## Distribution
- Caroline Dhavernas : Liza Gilbert
- Francis Ducharme : Jos Lebel
- François Papineau : Jack Murphy
- Vincent-Guillaume Otis : Romain Boisjoli
- Samian :  Jean Jean
- Fabien Cloutier : Michael McDuff
- Hubert Proulx : Baptiste
- Mylène St-Sauveur : Marie Bélisle
- Julie Le Breton : Florence Langevin
- Gabriel Forest : Taillon, le jeune du camp de bûcherons
- Éva Daigle : Mme Taillon
- Emmanuel Schwartz : Théodore Gilbert
- Gilles Pelletier : le curé Dumouchel
- Simon Larouche : Drouin
- Luc Morissette : le curé Simard (à la naissance)
- Hugo Giroux : le tenancier

## Distinctions
En avril 2017, Chasse-Galerie : La légende obtient quatre nominations en vue du 19e gala Québec Cinéma dans les catégories de la meilleure direction artistique, des meilleurs costumes, du meilleur maquillage et de la meilleure coiffure. Lors de la cérémonie, le prix Iris des meilleurs costumes est décerné à Francesca Chamberland pour son travail sur le film.
| Année     | Cérémonie ou récompense        | Prix                                            | Nommé(es) | Résultat |
| --------- | ------------------------------ | ----------------------------------------------- | --------- | -------- |
| 2017      |                                |                                                 |           |          |
| Prix Iris | Meilleure direction artistique | Jean Babin (en)                                 | Nommé     |          |
| Prix Iris | Meilleurs costumes             | Francesca Chamberland                           | Lauréate  |          |
| Prix Iris | Meilleur maquillage            | Nicole Lapierre                                 | Nommée    |          |
| Prix Iris | Meilleure coiffure             | Marie-France Cardinal et Véronique-Anne Leblanc | Nommées   |          |